# Boronia inornata
Boronia inornata är en vinruteväxtart. Boronia inornata ingår i släktet Boronia och familjen vinruteväxter.

## Underarter
Arten delas in i följande underarter:
- B. i. inornata
- B. i. leptophylla